# Zhang Hui
Zhang Hui (张会S, Zhāng HuìP; Harbin, 8 marzo 1988) è una pattinatrice di short track cinese.
Ha vinto la medaglia d'oro olimpica nello short track alle Olimpiadi invernali 2010 tenutesi a Vancouver, in particolare nella 3000 metri staffetta femminile.
Ha conquistato inoltre una medaglia d'oro ai campionati mondiali di short track 2011 e una ai giochi asiatici invernali 2011, sempre nella gara di 3000 metri staffetta.